# Убийство сальвадорских конгрессменов в 2007 году
19 февраля 2007 года три члена сальвадорской партии ARENA, Эдуардо д’Обюссон, Уильям Пичинте и Хосе Рамон Гонсалес, а также их водитель Херардо Рамирес, были найдены убитыми возле города Гватемала в Гватемале. Четыре детектива полиции были арестованы и обвинены в убийстве, в течение трёх дней с момента их ареста все четверо были убиты в тюремной камере строгого режима. Несколько прокуроров, расследовавших дело, также были убиты.

## Справка
Трое мужчин были членами ARENA, правой правящей партии Сальвадора. Эдуардо д’Обюссон был сыном Роберто д'Обюссона, основателя партии и лидера многочисленных сальвадорских ультраправых эскадронов смерти во время гражданской войны 1980—1992 гг.
Гватемала имеет одни из самых высоких показателей по убийствам в Латинской Америке. В стране часто бывают наркоторговцы, едущие из Колумбии через Мексику в США.

## Убийства
Трое мужчин были на пути в город Гватемала для участия в заседании Центральноамериканского парламента 19 февраля 2007 года. Их Toyota Land Cruiser была в составе автомобильного кортежа из четырёх автомобилей, направлявшегося в столицу, но свернула на удалённую дорогу у Эль-Хокотилло, примерно в 20 милях к юго-востоку от города Гватемала.
На следующий день тела трёх конгрессменов и их водителя были найдены в обугленном и сожжённом автомобиле. Были обнаружены следы пыток перед смертью.

## Последующие события
Вскоре после убийства были арестованы четверо гватемальских полицейских. Их выследили с помощью GPS-системы, встроенной в полицейский автомобиль, который был на месте убийства. Им были официально предъявлены обвинения в связи с событиями 22 февраля, и все четверо подозреваемых были затем тайно перевезены в тюрьму строгого режима Эль-Бокерон, в 40 милях к востоку от города Гватемала.
25 февраля все четверо были убиты в своей тюремной камере. За убийствами последовал тюремный бунт; надзиратель и несколько охранников были взяты в заложники. Первоначально сообщалось, что в тюрьму под видом посетителей проникли вооружённые люди. Национальная полиция, однако, заявила, что атакующие, более вероятно, находились внутри тюрьмы, поскольку пройти три периметра безопасности вокруг здания, тюремную охрану и охранников из числа полиции и вооружённых сил было невозможно. Были арестованы двадцать человек, в том числе начальник тюрьмы и множество охранников.
Драматические убийства немедленно породили целый ряд теорий заговора, которые были опровергнуты Эрвином Сперисеном, начальником гватемальской национальной полиции: «Люди не хотят верить, что реальность проще, более иронична и более тупа. Не было великого заговора. Это была серия случайных событий. Но люди не хотят верить. Они хотят мыльную оперу, шпионскую драму, фильм о Джеймсе Бонде». Среди правдоподобных теорий, выдвинутых Сперисеном, были такие, что предполагали обман сотрудников, думавших, что они убивают колумбийских наркоторговцев под видом сальвадорских депутатов, или что политические враги в Сальвадоре, возможно, организовали убийство депутатов, а сальвадорские депутаты на самом деле могли быть связаны с торговлей наркотиками.
В начале марта 2007 года высокопоставленный представитель полиции, Хавьер Фигероа, резко покинул свой пост и бежал с семьёй из Гватемалы, ища убежище сначала в Коста-Рике, а потом в Венесуэле. Фигероа, принимавший участие в аресте четырёх офицеров, утверждал, что опасается за свою жизнь. Но пресса открыто предположила, что он на самом деле был связан с заказными убийствами.
26 марта 2007 года Эрвин Сперисен, начальник национальной полиции, и Карлос Вьелманн, министр внутренних дел, подали в отставку вследствие этих случаев множественных убийств.
8 апреля 2008 года в городе Гватемала был убит венесуэлец Виктор Ривера. За два дня до этого он был уволен с должности консультанта в Министерстве внутренних дел, где он расследовал смерть сальвадорских депутатов. Убийство Риверы, в свою очередь, расследовалось бывшим генеральным прокурором Альваро Матусом, который сам был обвинён в сокрытии фактов от прокуроров из Международной комиссии против безнаказанности преступлений в Гватемале (исп. Comisión Internacional Contra la Impunidad en Guatemala). Матус сдался властям 3 февраля 2009 года, но обвинения против него были сняты прокуратурой, и он был освобождён.
В июле 2008 года 13 подозреваемых, обвинённых в убийстве четырёх полицейских, были оправданы судом. 14 июля 2008 года государственный обвинитель Хуан Карлос Мартинес, выступавший против этих 13 человек, был застрелен в городе Гватемала.

## Мотивы, версии, расследование
Среди подозреваемых в организации убийства называют как членов наркокартелей, связанных с тремя мёртвыми мужчинами, так и сотрудников гватемальских или сальвадорских служб безопасности. Президент Сальвадора Антонио Сака в публичном заявлении возложил ответственность на политических противников партии ARENA (не уточняя, кто именно имеется в виду). Политической версии способствовал знаковый характер имени д’Обюссона — самого молодого, но и самого известного из погибших.
Прокуратура Гватемалы провела основательное расследование. Было установлено, что машину сальвадорских парламентариев остановили, доставили депутатов на заброшенную ферму и расстреляли их. Исполнителями преступления являлись сотрудники элитного отдела гватемальской полиции. Организовал преступление сальвадорский криминальный клан во главе с бывшим депутатом Законодательной ассамблеи от Национальной коалиционной партии Роберто Сильва Перейрой.
Судебный процесс состоялся в 2008. Несколько человек были признаны виновными и приговорены к длительным срокам заключения. Впоследствии выяснилось, что атака на сальвадорских депутатов — и в особенности на Эдуардо д’Обюссона — была целенаправленной местью за сотрудничество партии ARENA с американским Управлением по борьбе с наркотиками.